# Gama (Colômbia)
Gama é um município da Colômbia, localizado na província Guavio, departamento de Cundinamarca.